# @ (album)
@ je společné studiové album amerických hudebníků Johna Zorna a Thurstona Moorea. Nahrávky pochází z února 2013, kdyby byly nahrány ve studiu v New Yorku; album vydalo v září toho roku Zornovo hudební vydavatelství Tzadik Records. Obsahuje zcela improvizovanou hudbu bez jakýchkoliv pozdějších úprav či overdubbů.

## Seznam skladeb
Autory všech skladeb jsou John Zorn a Thurston Moore.
| Pořadí         | Název                      | Délka |
| -------------- | -------------------------- | ----- |
| 1.             | 6th Floor Walk-Up, Waiting | 12:25 |
| 2.             | Jazz Laundromat            | 4:58  |
| 3.             | Dawn Escape                | 9:39  |
| 4.             | Her Sheets                 | 4:19  |
| 5.             | Soiled, Luscious           | 6:12  |
| 6.             | Strange Neighbor           | 9:45  |
| 7.             | For Derek and Evan         | 7:54  |
| Celková délka: | Celková délka:             | 55:12 |

## Obsazení
Hudebníci
- John Zorn – altsaxofon
- Thurston Moore – elektrická kytara

Technická podpora
- Eric Elterman – zvukový inženýr
- Marc Urselli – mixing
- John Zorn – produkce
- Kazunori Sugiyama – produkce